# 16 Arietis
16 Arietis, som är stjärnans Flamsteed-beteckning, är en ensam stjärna belägen i den mellersta delen av stjärnbilden Väduren. Den har en skenbar magnitud på ca 6,01 och är mycket svagt synlig för blotta ögat där ljusföroreningar ej förekommer. Baserat på parallax enligt Gaia Data Release 2 på ca 6,3 mas, beräknas den befinna sig på ett avstånd på ca 520 ljusår (ca 160 parsek) från solen. Den rör sig närmare solen med en heliocentrisk radialhastighet av ca -15 km/s. På det beräknade avståndet minskar stjärnans skenbara magnitud med 0,40 enheter genom en skymningsfaktor orsakad av interstellärt stoft.

## Egenskaper
16 Arietis är en orange till röd jättestjärna av spektralklass K3 III, vilket betyder att den utvecklats bort från huvudserien efter hand som förrådet av väte i kärnan förbrukats. Den har en radie, som är ca 26 solradier och utsänder ca 360 gånger mera energi än solen från dess fotosfär vid en effektiv temperatur av ca 4 200 K.